# ダンドリ。〜Dance☆Drill〜
『ダンドリ。〜Dance☆Drill〜』は、2006年7月11日から9月19日まで毎週火曜21:00 - 21:54（初回は15分拡大）に、フジテレビ系列の「火曜21:00枠」で放送された日本のテレビドラマ。榮倉奈々のドラマ初主演作品。ハイビジョン制作。

## 概要
- 神奈川県立厚木高等学校のダンスドリル（ダンス訓練）部が、全米ダンス選手権で総合優勝するまでの実話を基にした物語。東京近郊の高校を舞台に、五人の女の子を中心に、女の子たちがチアダンスに出会うことで変わっていく姿を描く。2003年から同局で展開された男子シンクロナイズドスイミングをテーマとする青春ドラマシリーズにちなみ“女性版ウォーターボーイズ”と評される「青春コメディ」ドラマである。
- 脚本を担当した横内謙介（劇団扉座主宰）、出演者の六角精児、山下幸乃（いずれも劇団扉座所属）、福島彩子は厚木高校の出身である。
- 中心キャストである榮倉奈々、加藤ローサ、森田彩華、西原亜希、悠城早矢をはじめとするMAYFISHのメンバー18人は、クランクイン前の4月から2度の合宿を行うなどダンス練習に取り組んだ。
- また加藤ローサは実質、この作品が連続ドラマ初レギュラー出演となる。
- 国分太一はこのドラマを最後に、連続ドラマの出演がない。
- 撮影は主に東京農業大学第一高等学校で行われた。

## キャスト

### 主要キャスト
相川 要
演 - 榮倉奈々
このドラマの主人公。負けず嫌いで思い込んだら一途に突っ走り根拠のない自信の持ち主。チアダンス同好会結成のきっかけもただ単に憧れのバスケット部の先輩の応援のために彼女が呼びかけたもの。しかし、チアダンスの楽しさに魅了され本格的に同好会結成に突っ走っていく。そんな気がしてならない。
末吉 双葉
演 - 加藤ローサ
要の親友でよき理解者。実家が皐月神社で時折神主姿で登場する。幼馴染の大学生に思いを寄せていたがその後交際していることがわかりチアダンスに集中する決意を。演じた加藤ローサはこのドラマに続くフジテレビ火曜21:00枠のドラマ『役者魂!』に出演。
池田 まゆ実
演 - 森田彩華
メンバーから「ケダマ」と呼ばれている。同好会メンバーで数少ない優等生で常に学年トップ10をキープ。しかし、家庭では常に母親の厳しい監視の眼が行き届きそれを脱皮するためにチアダンス同好会に入ることに。もともとダンスには興味があり要達よりもダンスに関する知識がある。
花上（はなうえ） さやか
演 - 西原亜希
おしゃれ大好きの普通の女子高生だが諸事情で20歳と偽りキャバクラでバイトをしていたことも。もともとデザインに興味があり同好会のユニホームを作成することに。
浜田 教子
演 - 悠城早矢
通称「ハマキョー」元々空手部に所属していたが空手一筋の生活にどこか憤りを感じ同好会メンバーに。空手部と掛け持ちすることで本業の練習に欠席することが多くなり一時大川真澄や黒崎えりなとの間に溝が生じるも後に理解され2人も同好会メンバーに入りする。
鈴木カルロス 三郎太（野球部所属）
演 - 増田貴久（NEWS）
要とは一年の時から追試のたびに顔を合わせいつしか想いを寄せるように。しかし過去6回要に告白するもふられてしまう。チアダンス同好会結成以来何かと要たちに協力するが本業の野球部では万年補欠で自分自身「最終兵器」と信じチャンスを待つ。故郷に帰らなければいけなくなり7回目の告白をした。最終回で会場でチアダンスを見ることはできなかった。
石橋 渡（さつき高校数学教諭で要の担任。チアダンス同好会顧問）
演 - 国分太一（TOKIO）
要たち生徒から「うらなり」と呼ばれている。鉄道おたくで頼りない無気力教師だったがチアダンス同好会結成にあたり顧問が必要ということで半ば仕方なく引き受けることに。しかし、要たちが本気でチアダンスに取り組んでいる姿を見て自身も本気で彼女たちをサポートすることに。自身は日本舞踊の家の師範の息子で10年前に家出同然で飛び出してしまった過去がある。チーム名「MAYFISH」は彼が命名したものである。

### さつき高校の人々
- 佐藤 智子（さつき高校英語教諭。バスケット部・演劇部顧問兼チアダンス同好会副顧問） - 山口香緒里
- 奥村 重蔵（さつき高校教頭） - 斉藤洋介
- 足立 原一郎（さつき高校教諭） - 入江雅人
- 岩壁 宗吉（さつき高校教諭） - 石井愃一
- 田中（さつき高校用務員） - 坂本あきら
- 橋本 吾郎（野球部所属） - 篠山輝信

### 商店街の人々
- 相川 ふさ江（要の母） - 戸田恵子
- 浦野 奈美世 - 濱田マリ
- 古座野 史明 - 六角精児
- 張ヶ谷 久 - 石井康太（やるせなす）
- 千石 孝之助 - 金橋良樹
- 千石 千恵子 - 吉村玉緒
- 相川 慶一（要の弟） - 小関裕太

### 城東学園・キティタイフーン
- 城所 麗夏 - 金子さやか
- 小杉 由紀恵 - いとう麻見
- 他のメンバー - Team ACUVUE
- 江藤早苗（OG） - 伊藤裕子

### 浜中荘の住人
- マコト - 大倉孝二

### さつき高校・MAYFISH
●はダンドリ娘にゲスト出演
- ●渡辺 かしこ（図書委員長） - 木南晴夏
- ●田島 聖子（副生徒会長） - 松田まどか
- ●松平 乙女（放送部部長） - ゆってん
- 高嶋 千寿（演劇部部長） - 松本華奈
- 宮川 葉月（演劇部副部長） - 池田愛
- ●早乙女 はるか（ミスさつき） - 岡西里奈
- 土屋 志織（女子バスケ部キャプテン） - 仁平裕子
- ●大川 真澄（空手部主将） - 山下幸乃
- ●黒崎 えりな（空手部） - 杉林沙織
- ●石黒 万里（ストリートダンスチーム） - 田野アサミ（BOYSTYLE）
- ●江本 香織（同上） - 徳永えり
- ●白井 麻紀（同上） - 神原麻由
- ●小澤 翔子（同上） - 福島彩子

### その他
- 神宮寺 達郎 - 木村了（第1話ゲスト）
- 石橋 誠三 - 夏八木勲（特別出演）
- 高宮 深雪 - 菅野美穂（特別出演）
- 篠田 圭三（要の父） - 美木良介
- 池田 好美 - 朝加真由美
- 池田 おさむ - 金田明夫
- 植本 良平 - 細山田隆人
- 花上（深雪） エミ子 - 長野里美
- チアダンス連盟理事長 - 筒井真理子
- 体育教師 - 坂本一生

ダンドリ娘より
- 只野 光（よね） - 小松彩夏 （最終話ゲスト）
- 青木 麗（うらら） - 満島ひかり（最終話ゲスト）
- 中村 保（ブチョー） - 千代将太（最終話ゲスト）
- 春田 一（ハジメ） - 渡辺敬介 （最終話ゲスト）
- 真島 悟（ターザン） - 吉田友一（最終話ゲスト）

## スタッフ
- 原案 - 長谷川晶一『ダンス・ラブ★グランプリ〜県立厚木高校ダンスドリル部全米制覇の記録』（主婦の友社）
- 企画 - 金井卓也、松崎容子（フジテレビ）
- プロデュース - 森安彩、永井麗子（共同テレビ）
- ダンス監修 - 前田千代
- 脚本 - 横内謙介、半澤律子
- 音楽 - 住友紀人
- 主題歌 - UVERworld「SHAMROCK」(gr8! records)
- 演出 - 小林義則、石川淳一
- 制作 - フジテレビ・共同テレビ

## 放送日程
|                                                           | 放送日        | サブタイトル             | 視聴率 |
| --------------------------------------------------------- | ------------- | ------------------------ | ------ |
| Stage1                                                    | 2006年7月11日 | 恋と受験とチアダンス!!   | 11.0%  |
| Stage2                                                    | 2006年7月18日 | いつまでも友達           | 9.5%   |
| Stage3                                                    | 2006年7月25日 | 退学、そして同好会解散!! | 9.5%   |
| Stage4                                                    | 2006年8月1日  | 踊れなくてもチアリーダー | 8.0%   |
| Stage5                                                    | 2006年8月8日  | 後悔なんかしたくない!    | 8.9%   |
| Stage6                                                    | 2006年8月15日 | 双葉の失恋と5人の誓い    | 6.4%   |
| Stage7                                                    | 2006年8月22日 | チアダンス初お披露目会!  | 7.3%   |
| Stage8                                                    | 2006年8月29日 | 一次審査落選             | 9.3%   |
| Stage9                                                    | 2006年9月5日  | 18人目のチアリーダー     | 8.6%   |
| Stage10                                                   | 2006年9月12日 | 大会直前のケガと涙の別れ | 9.8%   |
| Stage11                                                   | 2006年9月19日 | 感動のラストダンス!      | 10.2%  |
| 平均視聴率 9.0%（視聴率は関東地区・ビデオリサーチ社調べ） |               |                          |        |

- 初回視聴率11%は火9ドラマで当時としては歴代最低を記録し（後に『オトメン（乙男）〜秋〜』が8.2%で更新した）、10話まで一桁台という有様で低迷した。10%以上に達したのは第1話と最終回のみである。

## 書籍
- 『ダンドリ。ノベライズ』（主婦の友社）
- 『ダンドリ。メイキングブック』（同上）

## ダンドリ娘
関東ローカルの深夜連続ドラマ枠「青春★ENERGY」第2弾として放送。本編の姉妹編。2006年6月22日から8月まで放送。計10話。ただし、チアダンスとは全く関係がない。
『ダンドリ。』の最終回には『ダンドリ娘』に出演したメンバーが客演した。またこれとは逆に『ダンドリ。』本編から毎回数名程度『ダンドリ娘』に客演したメンバーもいる。